# Wu Daozi

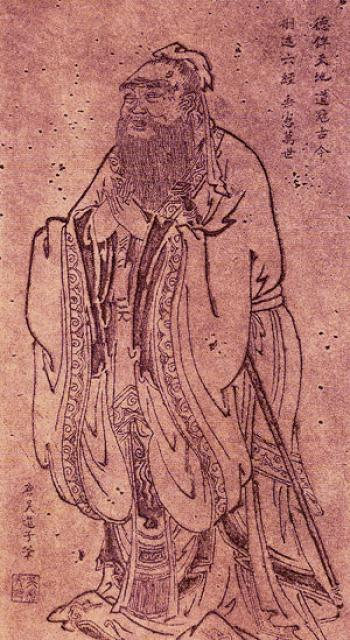
Imaginacyjny portret Konfucjusza

Wu Daozi (chiń. upr. 吴道子; chiń. trad. 吳道子; pinyin Wú Dàozǐ; Wade-Giles Wu Tao-tzu; ur. ok. 685, zm. ok. 758) – chiński malarz. Zasłynął m.in. namalowaniem pejzażu rzeki Jialin w Syczuanie. Dzieło wykonał na ścianach komnaty pałacowej. Zapoczątkował tym malarstwo pejzażowe w Chinach. 
Charakterystyczną cechą obrazów Wu Daozi była spontaniczność, siła wyrazu i subiektywność. Artysta nie przykładał wagi do oddania w dziele dokładności szczegółów. Jego obrazy cechowały szerokie pociągnięcia i „szaleńcza energia pędzla”. 
Żadne z jego dzieł nie przetrwało, zostały one zniszczone w 845 roku wraz ze świątyniami buddyjskimi, w których się znajdowały. Znane są jedynie z opisów innych malarzy i krytyków sztuki oraz późniejszych kopii m.in. wyrytych w kamieniu.
Legenda powiada, że ten wielki artysta nigdy nie umarł, ale po prostu odszedł z tego świata. Kiedy ukończył wielką kompozycję krajobrazową, zamyślił się nad swoim dziełem. Po chwili wstąpił na namalowaną przez siebie ścieżkę i odszedł w dal, znikając na zawsze w swym pejzażu.   